# Annie Girardot
Annie Suzanne Girardot (n. 25 octombrie 1931, Paris, Île-de-France, Franța – d. 28 februarie 2011, Paris, Île-de-France, Franța) a fost o actriță franceză. A primit Premiul César de trei ori.

## Filmografie (selecție)
| An   | Titlu                                               | Rol                       | Regizor                                        |
| ---- | --------------------------------------------------- | ------------------------- | ---------------------------------------------- |
| 1957 | Le rouge est mis                                    | Hélène                    | Gilles Grangier                                |
| 1957 | Maigret Sets a Trap                                 | Yvonne Maurin             | Jean Delannoy                                  |
| 1960 | Rocco și frații săi                                 | Nadia                     | Luchino Visconti                               |
| 1961 | Le Crime ne paie pas (episodul L'Affaire Fenayrou   | Gabrielle Fenayrou        | Gérard Oury                                    |
| 1962 | Smog                                                | Gabriella                 | Franco Rossi                                   |
| 1962 | Vice and Virtue                                     | Juliette Morand ("Vice")  | Roger Vadim                                    |
| 1963 | The Organizer                                       | Niobe                     | Mario Monicelli                                |
| 1963 | I fuorilegge del matrimonio                         | Margherita                | Paolo and Vittorio Taviani și Valentino Orsini |
| 1964 | The Ape Woman                                       | Maria                     | Marco Ferreri                                  |
| 1964 | Male Companion                                      | Clara                     | Philippe de Broca                              |
| 1964 | Le belle famiglie (episodul ""Il principe azzurro") | Maria                     | Ugo Gregoretti                                 |
| 1965 | Una voglia da morire                                | Eleonora                  | Duccio Tessari                                 |
| 1965 | The Dirty Game                                      | Suzette/Monique           | Christian-Jaque                                |
| 1965 | Three Rooms in Manhattan                            | Kay Larsi                 | Marcel Carné                                   |
| 1965 | Déclic et des claques                               | Sandra                    | Philippe Clair                                 |
| 1966 | Le streghe (episodul La strega bruciata viva)       | Valeria                   | Luchino Visconti                               |
| 1967 | Live for Life                                       | Catherine Collonbs        | Claude Lelouch                                 |
| 1967 | The Journalist                                      | În rolul său              | Sergei Gerasimov                               |
| 1968 | Les Gauloises bleues                                | Mama                      | Michel Cournot                                 |
| 1968 | It Rains in My Village                              | Reza                      | Aleksandar Petrović                            |
| 1968 | Metti una sera a cena                               | Giovanna                  | Giuseppe Patroni Griffi                        |
| 1969 | Erotissimo                                          | Annie                     | Gérard Pirès                                   |
| 1969 | Life Love Death                                     | apariție cameo            | Claude Lelouch                                 |
| 1969 | The Seed of Man                                     | femeia necunoascută       | Marco Ferreri                                  |
| 1969 | Love Is a Funny Thing                               | Françoise                 | Claude Lelouch                                 |
| 1969 | Dillinger Is Dead                                   | the daughter              | Marco Ferreri                                  |
| 1971 | Mourir d'aimer                                      | Danièle Guénot            | André Cayatte                                  |
| 1971 | La Mandarine⁠(fr)[traduceți]                         | Séverine                  | Édouard Molinaro                               |
| 1972 | The Old Maid                                        | Muriel Bouchon            | Jean-Pierre Blanc                              |
| 1972 | Hearth Fires                                        | Marie Louise Boursault    | Serge Korber                                   |
| 1973 | Il n'y a pas de fumée sans feu                      | Sylvie Peyrac             | André Cayatte                                  |
| 1976 | Docteur Françoise Gailland                          | Françoise Gailland        | Jean-Louis Bertuccelli                         |
| 1978 | La Zizanie                                          | Bernadette Daubray-Lacaze | Claude Zidi                                    |
| 1978 | Traffic Jam                                         | Irène                     | Luigi Comencini                                |
| 1979 | Cause toujours... tu m'intéresses !⁠(fr)[traduceți]  | Christine Clément         | Édouard Molinaro                               |
| 1980 | Jupiter's Thigh                                     | Lise Tanquerelle          | Philippe de Broca                              |
| 1981 | All Night Long                                      | French teacher            | Jean-Claude Tramont                            |
| 1985 | Partir, revenir                                     | Hélène Rivière            | Claude Lelouch                                 |
| 1985 | Adieu Blaireau                                      | Colette                   | Bob Decout                                     |
| 1990 | Il y a des jours... et des lunes                    | the lone woman            | Claude Lelouch                                 |
| 1990 | Merci la vie                                        | Évangeline Pelleveau      | Bertrand Blier                                 |
| 1995 | Les Misérables                                      | Madame Thénardier (1942)  | Claude Lelouch                                 |
| 1997 | Shanghai 1937                                       |                           |                                                |
| 2001 | The Piano Teacher                                   | Mother                    | Michael Haneke                                 |
| 2005 | Hidden                                              | Mother of Georges         | Michael Haneke                                 |

## Legături externe
- Annie Girardot la Internet Movie Database
- Annie Girardot la Allmovie
- Annie Girardot, actrița care a făcut din viața sa un film bulversant
- Annie Girardot la ToutLeCine.com
- New York Times obituary